# Bulia deducta
Bulia deducta är en fjärilsart som beskrevs av Morrison 1874. Bulia deducta ingår i släktet Bulia och familjen nattflyn. Inga underarter finns listade i Catalogue of Life.